# Gaby Jean
Gaby Jean, né le 19 février 2000 à Mâcon, est un footballeur français, qui évolue au poste de défenseur central à l'US Lecce.

## Biographie
Gaby Jean passe par le pôle espoirs de Dijon mais ne rejoint pas de centre de formation. Il effectue ensuite des séjours à Bourg-en-Bresse Péronnas et au FC Lyon.
En 2018, il rejoint le FC Montceau Bourgogne en National 3, après l'obtention d'un bac S avec mention. Il mène en parallèle des études de STAPS, qu'il arrête en deuxième année à la suite d'un accident de voiture nécessitant une opération des vertèbres.
En 2020, il rejoint le Louhans-Cuiseaux FC en National 2. 
En 2022, Jean découvre la Ligue 2 avec le FC Annecy, où il s'impose rapidement comme un titulaire. Il prolonge son contrat jusqu'en 2026 dès sa première saison avec le club annécien.